# Chronological
Chronological prvi je kompilacijski album zagrebačkog funk sastava The Bastardz. Album je 2003. godine objavila diskografska kuća Memphis iz Zagreba.

## O albumu
Kompilacija sadrži 13 uspješnica sastav s dosadašnjih albuma. Uz glazbeni CD dolazi još jedan s spotovima. Aranžmane prati odlična produkcija, iza koje stoji dugotrajan rad u studiju. Zoran Jaeger svira gitare i klavijature te pjeva prateće vokale, dok Helena Bastić sugestivno pjeva sve skladbe, dodajući im atmosferu i osobni ton i svira klavijature.

## Popis pjesama
| Br. | Skladba          | Autor                      | Trajanje |
| --- | ---------------- | -------------------------- | -------- |
| 1.  | »Disco 2003«     | Zoran Jaeger/Helena Bastić | 5:00     |
| 2.  | »Tvoja ljubav«   | Zoran Jaeger/Helena Bastić | 4:35     |
| 3.  | »It's Universal« | Zoran Jaeger/Helena Bastić | 4:47     |
| 4.  | »Ritam ljubavi«  | Zoran Jaeger               | 5:51     |
| 5.  | »Luda zbog tebe« | Zoran Jaeger/Helena Bastić | 4:04     |
| 6.  | »Tristeza«       | Zoran Jaeger               | 4:57     |
| 7.  | »Kad bi barem«   | Zoran Jaeger/Helena Bastić | 4:15     |
| 8.  | »Sjaj u očima«   | Zoran Jaeger/Helena Bastić | 4:46     |
| 9.  | »More ljubavi«   | Zoran Jaeger/Helena Bastić | 4:13     |
| 10. | »Oprosti mi«     | Zoran Jaeger/Helena Bastić | 4:17     |
| 11. | »Muzika ljubavi« | Zoran Jaeger/Helena Bastić | 4:24     |
| 12. | »Kreni«          | Zoran Jaeger/Helena Bastić | 6:00     |
| 13. | »Ovaj grad«      | Zoran Jaeger/Helena Bastić | 6:47     |

## Izvođači
- Helena Bastić (Lady Miss Helena) – prvi vokal, prateći vokali, klavijature, programiranje
- Zoran Jaeger (Jex) – električna gitara, akustična gitara, bas-gitara, klavijature, programiranje, prateći vokali, rap
- Gojko Tomljanović – klavijature u skladbama 2, 3, 12
- Alan Bjelinski – klavijature u skladbama 7, 8, 10, 13
- Srđan Dedić – klavijature u skladbama 1, 14
- Matija Dedić – klavijature u skladbi 9
- Dubravko Vorih – bas-gitara u skladbama 7, 8, 9, 11, 12
- Alen Svetopetrić – bas-gitara u skladbama 4, 5, 12, prateći vokal u skladbi 4
- Zvonimir Bučević (Mr. Butch) – bas-gitara u skladbama 2, 3
- Krunoslav Levačić – bubnjevi u skladbama 2, 3
- Borna Šercar – bubnjevi u skladbi 14
- Damir Šomen – bubnjevi u skladbama 7, 8, 9
- Saša Nestorović – saksofon u skladbama 7, 8, 9
- Davor Križić – truba u skladbama 7, 8, 9
- Zdravko Tabain – udaraljke u skladbama 7, 8, 9
- Davorin Ilić – tamburin u skladbi 2

### Produkcija
- Producent - The Bastardz
- Aranžmani: Zoran Jaeger, Helena Bastić, The Bastardz
- Aranžman žičanih instrumenta - Alan Bjelinski (8)
- Bras aranžmani - Dubravko Vorih (9)
- Programiranje - Stef (6)
- Studio - Trooly, Zagreb, 1995. (2, 3) i 1998. (7, 8, 9, 10)
Master Factory, Amsterdam, 1996. (4, 5)
Croatia Records, Zagreb, 2000. (11, 12)
Gama studio, Zagreb, 2003. (1)
2fonkee studio, Amsterdam, 2000. – 2003. (1, 11, 12)
- Ton majstori - Davorin Ilić (2, 3), Cyberfit – Miro T. i Zorko O. (4, 5), Stef (6)
Franjo Valentić (7, 8, 9, 10), Josip Valentić (7, 8, 9, 10), Ante Pecotić (7, 8, 9, 10)
Igor Malečić (1, 11, 12), Goran Martinac (11, 12), Goran Despot (1)
- Mastering - Gama studio, Mario Pulek, 1995. (2, 3)
Master Factory, Cyberfit & Alien, 1996. (4, 5)
Carmen studio, Robert Šipek, 1998. (7, 8, 9, 10)
Gama studio, Igor Malečić, 2003. (1)
- Fotografija - Darko Mihalić
- Kolaž fotografija iz spotova - Radislav Jovanov Gonzo, Dean Bjelinski, Boris Poljak, Goran Rušinović, Charlie Sr.
- Dizajn omota - Helena Bastić i Igor Vignjević
- Video DISCO 2003 -Helena Bastić, Hrvoje Ramađa i Tomislav Pović, Tvornica, Zagreb, 2003.